# Луговая (Челябинская область)
Луговая — деревня в Увельском районе Челябинской области России. Входит в состав Половинского сельского поселения. Население 148 чел. (2010) .

## География
деревня находится в восточной части региона, в лесостепной зоне, южнее города Южноуральск, на р. Увелька.
Абсолютная высота — 196 метров над уровнем моря.

## История
Деревня основана государственными крестьянами слободы Нижне-Увельской: в 1782г. при проведении 4-й Генеральной ревизии часть жителей слободы (12 мужчин и 13 женщин) пожелали поселиться во вновь образованной деревне  Луговая.
В 1795г. здесь насчитывалось 6 дворов (35 чел.), в 1816г. — 8 (69). В 1840г. мужское население было зачислено в состав ОКВ, деревня приписана к станице Нижне-Увельской. К кон. 19 в. действовала часовня. 
По данным статистики, в 1926г. Луговая относилась к Сосновскому сельсовету (Увельский район); имелась школа. В 1929г. организован колхоз им. Крупской, который после 1955г. вошел в состав колхоза «Путь Ленина» [в Луговой разместилась его бригада (отделение)]. В 1940г. в Луговой насчитывалось 90 дворов (365 колхозников, т. е. жит. старше 12 лет), в 1947г. — 63гг. (209). В 2001г. бригада колхоза «Путь Ленина» вошла в состав ЗАО «Злак», в 2002г. — в состав МУП «Родники».
Согласно Закону Челябинской области от 17 сентября 2004 года № 277-ЗО «О статусе и границах Увельского муниципального района и сельских поселений в его составе» деревня вошла в состав образованного Половинского сельского поселения.
Уроженцы дер. Луговая:
После изучения биографий других казачьих офицеров периода Гражданской войны было установлено, что последним атаманом 3-го Троицкого военного отдела ОКВ вплоть до исхода белых в Сибирь был Андрей Васильевич Смирных. Смирных Андрей Васильевич (22.11.1885 г. - 6.01.1920 г.) из казаков пос. Луговского ст. Нижнеувельской 3-го военного отдела Оренбургского казачьего войска.
Бурматов Иван Степанович ( 19.10.1929 г.р - 20.12.2020г. многолетний руководитель колхоза " Путь Ленина".

## Население
| 2002 | 2010 |
| ---- | ---- |
| 138  | ↗148 |

Население 2010г. - 148 чел. (в 1889 — 210, в 1900г. — 279, в 1926г. — 261, в 1970г. — 303, в 1983г. — 197, в 1995г. — 80).
.
Национальный состав населения: мордва - 35%;русские - 35%;цыгане - 10%;молдаване - 10%;татары - 5% и украинцы - 5%.

## Инфраструктура
Развитое сельское хозяйство. Личное подсобное хозяйство.

## Транспорт
Автодорога «Водопойка — Луговая» (74 ОП РЗ 75К-557) длиной 2,175 км.